# Menchevique

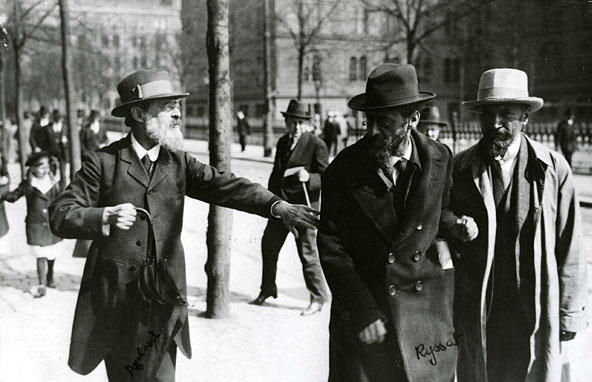
Líderes do Partido Menchevique em Norra Bantorget, Estocolmo, maio de 1917. Pavel Axelrod, Julius Martov e Alexander Martinov.

Menchevique (em russo:  меньшевики́) foi um partido político derivado do Partido Operário Social-Democrata Russo (POSDR). Constituído por integrantes nacionalistas adeptos das mais variadas vertentes socialistas, os mencheviques defendiam a ideia de que a sociedade deveria chegar ao socialismo por meio de um desenvolvimento natural, e de que a classe operária deveria iniciar sua conquista no âmbito do poder político.
Durante o II Congresso do Partido Operário Social-Democrata Russo, o POSDR dividiu-se em dois grupos que divergiam sobre às questões táticas e partidárias. Dessa partição derivaram os nomes "bolcheviques" (bolchinstvo) e "mencheviques" (menchinstvo), ou seja, respectivamente "membros da maioria" e "membros da minoria" que se tornariam partidos distintos.

## História
Os membros do partido Menchevique pertenciam a uma facção do movimento revolucionário russo que surgiu em 1903 depois da disputa entre Vladimir Lenin e Julius Martov, ambos membros do Partido Operário Social-Democrata Russo (POSDR). Quando da realização do Segundo Congresso do POSDR, Lenin defendeu a ideia de ter um pequeno partido composto de revolucionários profissionais com um grande número de apoiadores e simpatizantes que não seriam membros do partido.
Na ocasião, Martov discordou, achava que seria melhor ter um grande partido de ativistas de grande representação. A disputa entre Lenin e Martov foi acirrada. Durante o congresso, Martov conseguiu que uma discreta maioria dos delegados apoiasse sua proposta. No entanto, quando o Comitê Central do partido foi eleito, a maioria votou a favor da facção de Lenin. Os apoiadores de Martov ficaram conhecidos como "Mencheviques", enquanto que a facção de Lenin ficou conhecida como os Bolcheviques.
Contrariando a decisão dos delegados, o Comitê Central adotou a posição de Lenin. É devido a isso que Menchevique deriva da palavra russa меньшинство ("minoria") enquanto que Bolchevique é derivado de большинство ("maioria"). Curiosamente, os Mencheviques tiveram por muito tempo mais apoio popular do que os Bolcheviques. O Governo Provisório Russo foi majoritariamente Menchevique, e mesmo após sua deposição, os bolcheviques tiveram que recorrer a uma luta política intensa contra seus simpatizantes durante a Guerra Civil Russa até cerca de um ano depois.